# Cécile de Comminges
Cécile de Comminges née vers 1320 et morte en 1384, est une noble dame française, comtesse d'Urgel de 1336 à 1347 et vicomtesse de Turenne de 1339 à 1349.

## Biographie

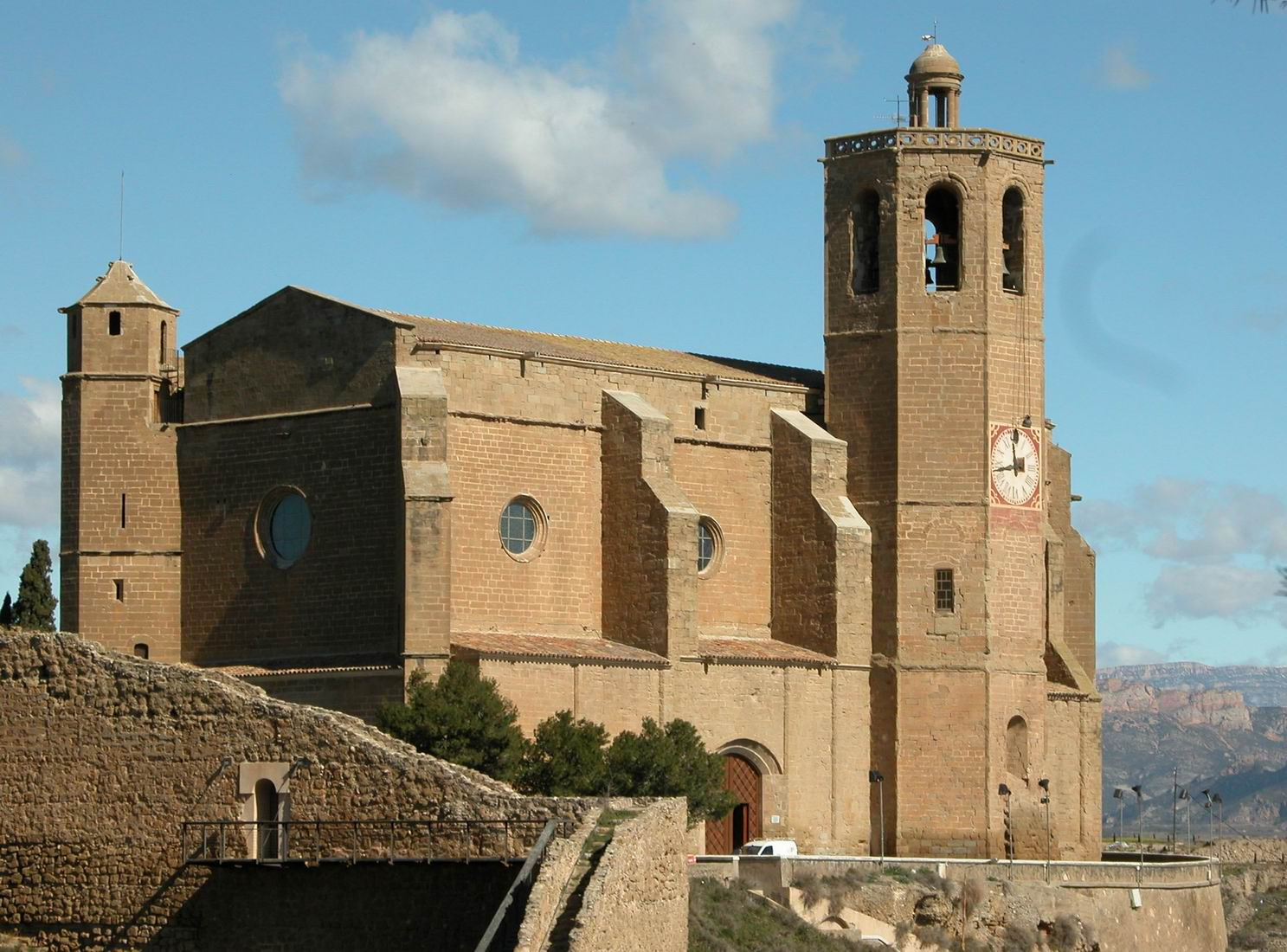
L'église de Santa Maria de Balaguer.

Cécile de Comminges est la fille aînée du comte de Comminges et vicomte de Turenne, Bernard VIII (mort en 1336) et de sa troisième épouse Mathe de l'Isle-Jourdain (morte en 1352),.
En 1336, elle épouse le comte d'Urgel, Jacques Ier, fils de d'Alphonse IV d'Aragon, et de sa première épouse, la comtesse d'Urgell, Thérèse d'Entença.
En 1339, après la mort de son père puis de son seul frère, Jean, âgé de trois ans, Cécile hérite de la vicomté de Turenne, titre que son père avait reçu de sa seconde femme, Marguerite de Turenne. La succession dans le comté de Comminges provoque cependant un conflit avec son oncle, Pierre Raymond, frère de Bernard VIII, qui conteste le droit des filles à hériter du comté de Comminges, arguant qu'il s'agit d'un fief masculin. Le conflit est désamorcé par l'intervention du cardinal Jean-Raymond de Comminges, archevêque de Toulouse. Pierre Raymond est reconnu comte de Comminges et Cécile vicomtesse de Turenne.
En 1347, Jacques d'Aragon meurt, empoisonné par son frère selon certains. Cécile est veuve, et devient par la volonté de son mari, régente du comté d'Urgell au nom de son fils, Pierre II d'Urgell. En 1349, elle vend la vicomté de Turenne au pape Clément VI pour 145 000 florins d'or, pour être en mesure de payer les dettes de son mari et construire certains bâtiments, notamment l'église Santa Maria de Balaguer (ca) et le monastère de Santa Chiara de Almatà. Le pape offre la vicomté au jeune Guillaume III Roger de Beaufort, qui épouse la sœur de Cécile, Aliénor. Cécile est alors une des favorites du pape Clément VI.
À la majorité de son fils Pierre, Cécile se retire du monde. 
Elle meurt le 16 juin 1384 au château de Balaguer.

## Descendance
Cécile a deux enfants avec Jacques Ier :
- Pierre II d'Urgell (1340-1408), qui succède à son père comme comte d'Urgell et épouse Marguerite de Montferrat.
- Isabelle d'Urgell, qui épouse Hugo de Cardona (1330-1400).